# تیم ملی هاکی روی چمن زنان مالزی
تیم ملی هاکی روی چمن زنان مالزی (انگلیسی: Malaysia women's national field hockey team) نمایندهٔ مالزی در مسابقات بین‌المللی هاکی روی چمن است. در ماه ژانویه ۲۰۲۳، تیم مالزی در رتبه‌بندی فدراسیون جهانی هاکی، حائز رتبه نوزدهم بود. تیم هاکی مالزی عضو فدراسیون هاکی آسیا می‌باشد.  